# Alysina specifica
Alysina specifica är en fjärilsart som beskrevs av Achille Guenée 1868. Alysina specifica ingår i släktet Alysina och familjen nattflyn. Inga underarter finns listade i Catalogue of Life.